# Nidhal Chatta
Nidhal Chatta (àrab: نضال شطا, Niḍāl Xaṭṭā) (Tunis, 1958) és un director, productor i guionista tunisià.

## Biografia
Nidhal Chatta viu i treballa a La Marsa. Llicenciat en ecologia per la Universitat de Loughborough, al Regne Unit, va cursar un postgrau en oceanografia i biologia marina, abans de dedicar-se a la producció de documentals subaquàtics i sobre animals. Es va formar com a bussejador al British Sub-Aqua Club i va aprendre sobre busseig científic, busseig de naufragis i fotografia submarina. Va ser membre de l'Actors Studio de John Strasberg a París (The Real Stage), va fer cursos a l'Institut Francès i va treballar amb la BBC. Va dirigir diversos curtmetratges submarins, abans de rodar el seu primer llargmetratge.
El 1994, va fundar la seva companyia de producció cinematogràfica, amb seu a Tunis.

### Carrera
Després del seu retorn del Regne Unit, va fundar el Group for Underwater Studies and Explorations, un club de busseig científic a Tunísia. Va dirigir expedicions a les illes Zembra i Zembretta des del poble de Haouaria, a Cap Bon, la seva base operativa, i a l'arxipèlag de Djalita. Posteriorment va crear la secció de busseig del departament de biologia marina i oceanografia de la Facultat de Ciències de Tunis.
Arriba al cinema després de dues trobades: la primera té lloc al tren que uneix Londres amb Loughborough, a les Midlands, on es creua amb els supervisors d'efectes especials de la pel·lícula Tauró. La segona trobada va tenir lloc a Tunísia, on l'empresa Carthago Films, fundada per Tarak Ben Ammar, li va demanar llogar equip de busseig i garantir la seguretat del rodatge de les seqüències submarines de la pel·lícula de televisió francesa Saison violente, dirigida per Marcel Moussy, basada en la novel·la homònima d'Emmanuel Roblès. Segons Nidhal Chatta, aquestes trobades van donar lloc a la seva vocació de director i a la seva passió pel cinema. Henri-Jean Alliet, director de fotografia de l'equip Cousteau, li ofereix assegurar la imatge del seu primer curtmetratge, L'Horizon englouti. La pel·lícula, rodada el 1984, va guanyar set premis internacionals, inclòs el Premi Institut Francès de la Mar.
L'any 1999 va dirigir el seu primer llargmetratge, No Man's Love (títol àrab: Koul Trab), que narra el viatge caòtic d'un jove tunisià a punt de deixar l'escola, una coproducció tunisiana-alemanya en col·laboració amb Wolfgang Bergmann, de Lichtfilm. La pel·lícula va rebre el premi a la millor primera pel·lícula durant els Festival de Cinema de Cartago l'any 2000, abans d'aconseguir el reconeixement internacional a Milà, València, San Francisco i París.
Del 2002 al 2005, ocupa el càrrec de director tècnic i coordinador del Projecte de Desenvolupament Regional d'àrees marines i litorals protegides (Regional Project for the Development of Marine and Coastal Protected Areas ou MedMPA), al Mediterrani, sota l'ègida del Centre d'Activitats Regionals d'Àrees Especialment Protegidas (SPA/RAC) a Tunis i el Programa de les Nacions Unides per al Medi Ambient. Durant aquest període, va ocupar el càrrec de productor executiu del documental Between Earth and Sea, produït pel SPA/RAC i finançat per la Unió Europea.
El 2009, va dirigir Le Dernier Mirage, un thriller històric. El guió va ser seleccionat al taller Open Doors del Festival Internacional de Cinema de Locarno de 2005. El 2010, la pel·lícula, encara en fase de postproducció, va participar en la secció Work in Progress del Festival de Cinema de Cartago i va rebre el premi Tunisie Télécom. Le Dernier mirage fou estrenada mundialment al Festival de Cinema de Cartago, el 2012, i projectada en cinemes de Tunísia el 2014.
El 2013, va produir i dirigir Zéro!, un documental de ficció que recorre la invenció i el viatge del nombre zero a través dels segles. Primera coproducció entre Tunísia i Índia, coproduïda amb la seva parella i productora Dominique Laisney, Zéro! es filma a França, Tunísia i l'Índia i es presenta en vista prèvia a Nova Delhi el 9 d'octubre de 2015. El documental és subtitulat en francès i anglès.
El 2017, va produir i dirigir Mustafa Z, que narra les 24 hores d'una pres tunisià i els seus dimonis en la vigília de les primeres eleccions lliures i democràtiques a Tunísia. La pel·lícula va guanyar premis en nombrosos festivals internacionals. Nominat a competició al Festival de Cartago, l'any 2018 va rebre el Premi Especial del Jurat del 34è Festival de Cinema Mediterrani d'Alexandria i el premi a la millor pel·lícula política a l'11è Festival Internacional de cinema de Jaipur el 2019. Gràcies a la seva participació al Festival Internacional de Cinema Àrab de Zuric el 2018, la pel·lícula, subtitulada en alemany, també s'està fent coneguda als països de parla alemanya.
Com a part del Festival de Cartago de 2020, Nidhal Chatta és nomenat membre del jurat de TAKMIL.
El desembre de 2021, va produir i dirigir el seu nou llargmetratge, Bunkoeur, basat en sucessos reiteratius, que tracta sobre la violència masclista a Tunísia. La pel·lícula s'hauria d'estrenar el 2022.

### Col·laboracions
Durant la seva carrera, Nidhal Chatta va fer gires amb diversos actors tunisians com Hichem Rostom, Lotfi Abdelli, Fethi Haddaoui, Lotfi Dziri o Abdelmonem Chouayet. Al seu torn és director de producció i productor executiu de pel·lícules i sèries de televisió rodades a Tunísia, en particular Nine Miles Down, dirigida per Anthony Waller, amb Adrian Paul i Kate Nauta, i la sèrie documental The History of Africa, de Zeinab Badawi, produïda per la BBC. També col·labora amb Alan Dossor a Between the Lines, sèrie de televisió de la BBC, part de la qual es filma a Tunísia.
Per a la seva pel·lícula No Man's Love, Nidhal Chatta fa una crida a Terry Forrestal, coordinador d'escena d'acció i doble d'acció a Titanic, Braveheart o Between the Lines, i a Mike Valentine, director de fotografia submarina, sobretot a Skyfall o Pirates of the Caribbean: On Stranger Tides, per als plans submarins de la pel·lícula. No Man's Love està coproduït pel director alemany Wolfgang Bergmann (Lichtfilm) i el productor franco-tunisià Férid Memmich, que també fa un paper a la pel·lícula. Per a Le Dernier Mirage, va treballar amb l'actor francoamericà Jean-Marc Barr i l'actriu francesa Élisa Tovati. També dirigeix vídeos musicals per a Universal Music France, produïts per Dominique Laisney, així com 125 pel·lícules publicitàries. També és productor executiu de la pel·lícula Whispering Sands, de Nacer Khemir.

### Empresa
- South by South West Films, productora cinematogràfica de Nidhal Chatta i Férid Memmich.[27]

## Filmografia

### Director
- 1984: Horizon englouti (curtmetratge)
- 1984: Aventure sous la mer (curtmetratge)
- 1985: Champions (curtmetratge)
- 1987: L'Œil du zéro (curtmetratge)
- 1999: No Man's Love
- 2008: Abu Dhabi Police Department (sèrie)
- 2010: Le Dernier Mirage
- 2015: Zéro! (documental)
- 2017: Mustafa Z
- 2022: Bunkoeur

### Productor
- 1984: Horizon englouti (curtmetratge)
- 1984: Aventure sous la mer (curtmetratge)
- 1985: Champions (curtmetratge)
- 1987: L'Œil du zéro (curtmetratge)
- 1992: Between the Lines d'Alan Dossor (episodi Foxtrot Oscar), director de producció
- 1999: No Man's Love
- 2009: Nine Miles Down de Anthony Waller (long métrage),productor executiu a Tunísia
- 2015: Zéro! (documental)
- 2017: The History of Africa de Zeinab Badawi (episodi North Africa),productor executiu a Tunísia
- 2017: Mustafa Z
- 2018: Whispering Sands de Nacer Khémir (productor executiu)
- 2022: Bunkoeur

### Guionista
- 1984: Horizon englouti
- 1999: No Man's Love amb Fethi Haddaoui i diàlegs de Lotfi Abdelli
- 2014: Le Dernier Mirage amb Christian Seranot

## Distincions
- Horizon englouti : palma d'argent de l'Institut français de la mer en 1985
- No Man's Love : premi al millor primer treball del Festival de Cinema de Cartago en 2000
- Le Dernier Mirage| : pemi Tunisie Télécom des Festival de Cinema de Cartago en 2010
- Zéro ! : ppremi a la millor contribució artística de Djerba Doc Days en 2016[28]
- Mustafa Z :
  - Gran Premi Kilimanjaro al millor llargmetratge de ficció al Africlap Festival el 2018[29]
  - Premi especial del jurat del Alexandria Festival de Cinema Mediterrani el 2018
  - Premi a la millor pel·lícula al Oujda Festival de Cinema del Magrib el 2018[30]
  - Millor pel·lícula política al Festival Internacional de Cinema de Jaipur el 2019